# Neptis matuta
Neptis matuta är en fjärilsart som beskrevs av Jacob Hübner 1816. Neptis matuta ingår i släktet Neptis och familjen praktfjärilar. Inga underarter finns listade i Catalogue of Life.